# Stazione di Joinville-le-Pont
La stazione di Joinville-le-Pont (in francese Gare de Joinville-le-Pont) è una stazione ferroviaria situata nel comune di Joinville-le-Pont, nel dipartimento della Valle della Marna.

## Storia
ULa stazione fu attivata il 14 dicembre 1969.

## Movimenti
La stazione è servita dai treni della Linea RER A.